# Flaviano Zandoli
Flaviano Zandoli (Gambettola, 22 aprile 1947) è un allenatore di calcio ed ex calciatore italiano, di ruolo attaccante.

## Carriera

### Giocatore
Arrivato a dodici anni nel settore giovanile del Cesena, a quattordici passa a quello della Juventus rimanendoci fino ai diciotto anni. Tornato a Cesena nell'anno del servizio militare, fa parte della Compagnia Atleti a Bologna.
Nel 1967 comincia a giocare in prima squadra ottenendo subito una promozione dalla Serie C alla Serie B con i romagnoli. L'anno successivo passa alla Sambenedettese mentre nel 1969 approda al Padova. Due anni dopo gioca tra i cadetti per la Reggiana, mentre dal 1974 al 1976 milita in Serie A per l'Ascoli (nel campionato 1975-1976, con 5 reti all'attivo, è risultato il capocannoniere dei bianconeri a pari merito con Massimo Silva), rimanendo poi nelle Marche anche per i due successivi tornei di Serie B, nel secondo dei quali contribuisce al ritorno dei bianconeri in massima categoria con il record di punti.
A fine stagione non segue l'Ascoli in Serie A, ma resta tra i cadetti tornando a Cesena dove disputa due stagioni. Nel 1980 scende di un'altra categoria per indossare nuovamente la maglia della Reggiana, e con 11 reti all'attivo contribuisce al ritorno degli emiliani in Serie B dopo sei anni. Dopo un campionato cadetto con i granata, nel 1982 si ritira dall'attività agonistica.
In carriera ha collezionato complessivamente 50 presenze e 8 reti in Serie A, e 231 presenze e 53 reti in Serie B.

### Allenatore
Dopo il ritiro ha allenato nel settore giovanile del Cesena. Nella stagione 2010-2011 ha allenato la squadra Juniores regionale della Savignanese di Savignano sul Rubicone, dopo varie esperienze in altre società dilettantistiche.

## Dopo il ritiro
Nel 2012 si candida a sindaco per il comune di Longiano, ma con il 17,35% viene sconfitto da Ermes Battistini. Nel 2016 il suo volto, assieme a quello di altri dieci calciatori e allenatori, è stato raffigurato su un murale allo stadio comunale Mirabello di Reggio Emilia.

## Palmarès

### Giocatore

#### Competizioni nazionali
- Campionato italiano Serie C: 1

Cesena: 1967-1968 (girone B)
- Campionato italiano di Serie B: 1

Ascoli: 1977-1978